# Partula radiolata
Partula radiolata é uma espécie de gastrópode da família Partulidae.
É endémica de Guam.